# Villotran
Villotran község Franciaország Hauts-de-France régiójában, Oise megyében. Lakosainak száma 273 fő (2018. január 1.). Villotran Auneuil, Beaumont-les-Nonains, Berneuil-en-Bray és La Neuville-Garnier községekkel határos.
2019. január 1-jén két másik korábbi községgel egyesült és az így létrejött Les Hauts-Talican új község része lett.

## Népesség
A település népessége az elmúlt években az alábbi módon változott:
| Lakosok száma | 291  | 284  | 276  | 273  |
|               | 2013 | 2015 | 2017 | 2018 |